# Vaison-la-Romaine
Vaison-la-Romaine er en fransk by og kommune beliggende i departementet Vaucluse i Provence-Alpes-Côte d'Azur-regionen. I januar 2010 var der 6.169 indbyggere.
Byen er kendt for sine romerske ruiner, og specielt den buede romerske bro over floden Ouvèze.